# Улома (Новгородская область)
Улома — деревня в Пестовском районе Новгородской области России. Входит в состав Устюцкого сельского поселения.
| 2010 |
| ---- |
| 17   |

## География
Деревня расположена на Валдайской возвышенности, на юго-западе Пестовского района, на левом берегу реки Поросла. Неподалёку, в Череповецком районе Вологодской области есть также село Улома.

## Транспорт и связь
В деревню есть две автодороги от автотрассы Р8 (Боровичи — Пестово), одна из них проходит через центр муниципального образования — деревню Устюцкое. Существует автобусное сообщение с административным центром района — городом Пестово: маршрут № 121, Пестово — Улома.
В Уломе есть почтовое отделение ФГУП «Почта России», почтовый индекс — 174526.

## Достопримечательности
На окраине деревни есть источник, известный в округе, как священный. Казачий холм.